# Pleurothallis ekmanii
Pleurothallis ekmanii är en orkidéart som beskrevs av Rudolf Schlechter. Pleurothallis ekmanii ingår i släktet Pleurothallis och familjen orkidéer. Inga underarter finns listade i Catalogue of Life.